# Sân bay Bác Ngao Quỳnh Hải
Sân bay Quỳnh Hải Bác Ngao (IATA: BAR, ICAO: ZJQH) là một sân bay phục vụ cho thành phố Quỳnh Hải, Hải Nam, Trung Quốc. Sân bay chính thức được chính phủ chấp thuận xây dựng vào Tháng Một năm 2013, và mở cửa ngày 17 Tháng Ba năm 2016 sau ba năm xây dựng.

## Lịch sử
Sân bay Quỳnh Hải được xây dựng nhằm phục vụ cho việc di chuyển đại biểu tham dự Diễn đàn Châu Á Bác Ngao, một sự kiện chính trị thường niên được tổ chức tại Bác Ngao, cách đó 15 km (9.3 dặm). Sân bay cũng được sử dụng nhằm phục vụ nhu cầu du lịch tăng cao tại tỉnh Hải Nam. Một nghiên cứu khả thi việc xây dựng sân bay đã được chấp thuận bởi các quan chức chính phủ vào Tháng Mười hai năm 2012, và một kế hoạch chi tiết đầy đủ hạng mục được thông qua vào tháng 5 năm 2013. Lễ động thổ khởi công xây dựng được tổ chức vào ngày 17 tháng 3 năm 2015.
Sau lần thử nghiệm bay vào Tháng Ba năm 2016, sân bay tiếp đón chuyến bay thương mại đầu tiên –  một chiếc Boeing 737 của hãng hàng không Hainan Airlines cất cánh từ Bắc kinh –  vào ngày 17 Tháng Ba năm 2016. Trong một thời gian ngắn sau đó, sân bay tiếp tục phục vụ các chuyến bay nôi địa chở các thành viên tham dự diễn đàn kinh tế Bác Ngao. Sau diễn đàn, sân bay Quỳnh Hải đóng cửa để xây dựng một nhà ga quốc tế mới và nâng cấp chiều dài đường lăn thêm 600 mét (2000 feet) để phục vụ cho diễn đàn vào năm tới. Sân bay được mở cửa trở lại vào ngày 29 tháng 12 năm 2016, tiếp nhận một chuyến bay của hãng Air Guilin cất cánh từ Quế lâm.

## Cơ sở hạ tầng
Sân bay Quỳnh Hải có một đường lăn dài 2,600 mét, có thể đáp ứng các loại máy bay cỡ vừa như Boeing 737-800 và Airbus 320, một nhà ga hành khách rộng 9,000 mét vuông và một sân đỗ có thể chứa được 26 chiếc máy bay cùng lúc. Nó được thiết kế để phục vụ cho 480,000 lượt hành khách và 1.440 tấn hàng hóa vào năm 2020.

## Các hãng hàng không và điểm đến
| Hãng hàng không         | Các điểm đến     |
| ----------------------- | ---------------- |
| Air Guilin              | Guilin           |
| China Eastern Airlines  | Nanchang         |
| China Southern Airlines | Guangzhou        |
| Juneyao Airlines        | Hangzhou, Harbin |
| Shandong Airlines       | Xiamen           |
| Hebei Airlines          | Zunyi            |